# 岩国市立東中学校
岩国市立東中学校（いわくにしりつ ひがしちゅうがっこう）は、山口県岩国市にある、岩国市立東小中学校の中学校側の名称。

## 沿革

### 東中学校
- 1947年（昭和22年） - 新学制により開校する。
- 1956年（昭和31年） - 麻里布中学校開校に伴い岩国市立東中学校に改称。
- 1965年（昭和40年） - 岩国市立小瀬中学校を併合する。
- 1997年（平成9年） -　体育館の建替を行う。
- 2020年（令和2年）
  - 8月 - 校舎の新築に伴い、旧校舎での業務を終了。
  - 9月1日 - 新校舎での業務開始。また、小中一貫校となり、名称も「岩国市立東小中学校」に改称。開校式が行われる。

## 文化祭
1997年に体育館の建替があり、それまで文化祭は体育館で実施していたのが、本年は、シンフォニア岩国で実施する。次年以降は、新体育館ができていたものの数年間は生徒の意向でシンフォニア岩国で実施していた。

## 通学区域
以下の2小学校区。
- 岩国市立装港小学校
- 岩国市立小瀬小学校

## 周辺
- 山口県立岩国商業高等学校東分校
- 岩国元町郵便局
- 今津川

## 交通
- JR山陽本線 岩国駅より南へ400m（徒歩約10分）
- いわくにバス 東中学校より徒歩1分